# 진선여자중학교
진선여자중학교(眞善女子中學校)는 대한민국 서울특별시 강남구 역삼동에 있는 공립 중학교이다.

## 학교 연혁
- 1964년 3월 25일 : 학교법인 위덕학사 설립인가
- 1976년 8월 12일 : 진선여자중·고등학교 설립예비 인가
- 1976년 12월 28일 : 진선여자중학교 설립 인가
- 1977년 3월 1일 : 초대 손인수 교장 취임(중·고 겸임)
- 1977년 3월 5일 : 개교, 입학식(12학급 789명)
- 1978년 4월 18일 : 회당학원으로 법인 명칭 변경
- 1980년 2월 13일 : 제1회 졸업식(12학급 834명)
- 1980년 5월 20일 : 체육관 준공(300평)
- 1985년 10월 21일 : 회당기념관 준공(대강당 1,500평)
- 2010년 10월 28일 : 3층 교실 신축
- 2022년 9월 1일 : 제14대 장지영 교장 취임
- 2023년 1월 23일 : 제28대 송귀영 이사장 취임
- 2023년 2월 13일 : 제44회 졸업

## 참고 자료
- 진선여자중학교 - 한국교육학술정보원 학교알리미